# 리철진
리철진(미상 ~ )은 조선민주주의인민공화국의 정치인이다. 내각 국가품질감독위원회 위원장이다.

## 경력
1998년 국가과학원 리철진 기초정보과학기술국장을 거쳐 2012년 국가발명총국 총국장에 임명되었다. 이후 최광래 후임으로 내각 국가품질감독위원회 위원장으로 임명되었다. 2019년 4월, 조선로동당 제7기 제4차 전원회의에서 조선로동당 중앙위원회 후보위원으로 선출되었다.

## 최고인민회의 대의원
2014년 3월 최고인민회의 제287호 풍양선거구 제13기 대의원으로 선출되었고, 2019년 3월 제14기 대의원으로 재선되었다.